# Pilgrim smykker
Pilgrim er en dansk design smykkevirksomhed, der er blevet grundlagt af Annemette Markvad og Thomas Adamsen i 1983.
Virksomheden har årligt 6 kollektioner og producerer håndlavede smykker og solbriller til mere end 50 lande verden over.
fra 2007-2010 var der efter skat således et samlet tab på ikke mindre end 125 mio, derfor blev Pilgrim rekonstrueret i 2015 i samarbejdet med Claus Hommelhoff
I 19/20 regnskabet ender Pilgrim med en samlet omsætning på 190 mio. kr. for hele koncernen og regnskabet ender på 9.9 mio i overskud. 

## Historie
- 1980 - Annemette og Thomas begynder at sælge smykker på strøget i Århus og til rockfestivaller i Danmark[4]
- 1983 - Pilgrim bliver grundlagt[5]
- 1984 - Pilgrim er med på den første messe.
- 1994 - Pilgrim sælges primært i tøj- og brugskunstbutikker
- 2004 - Pilgrim åbner et kvalitets- og sourcingkontor i Asien
- 2007 - Pilgrim A/S etablerer Pilgrim Foundation[6]
- 2010 - Retail butikskæde opbygges og tilbagekøbes fra franchisetagere, hvilket betyder at Pilgrim åbner 30. egne butikker i Danmark[7]
- 2015 - Firmaet blev rekonstrueret og der blev fundet en ny investor, Claus Hommelhoff, som overtog 49% af Pilgrim[8]
- 2022 - Pilgrim lancerer deres første recycled collection[9]
- 2022 – Pilgrim fusionerer Pilgrim Export ApS og Pilgrim Retail Danmark A/S til ét Pilgrim nemlig Pilgrim A/S[10]
- 2022 - Pilgrim åbner deres første retail shop in shop i Sverige
- 2023 - Pilgrim kan fejre deres 40-års jubilæum [11]

## CSR
Pilgrim har samarbejdet med blandt andet Læger uden Grænser, Project Playground og Momentum Trust.
Derudover etablerede de i 2007 fonden Pilgrim Foundation, der støtter mennesker i udviklingslande, primært i Afrika, med nødhjælp til selvhjælp.